# コレクト倶楽部
コレクト倶楽部（コレクトくらぶ）は、味覚糖から発売されていた食玩シリーズ。

## 概要
UHA味覚糖とマックスファクトリーのコラボレーションによる食玩シリーズ。フィギュアとラムネ菓子がセットになっている。
全弾ともブラインド式のパッケージで、シークレットアイテムも存在。また全アイテムに、そのフィギュアの解説が書かれたカードが付属していた。

## 各弾概要
各ラインナップの☆マークが付いているものは、カラーバリエーションにより全2色が存在する。ただし付属のカードは同一である。

### 七不思議編
シリーズ第1弾。2001年11月発売。定価は250円（税抜）。ラムネはヨーグルト味であった。オーパーツ・神話や伝説に登場する建造物・宇宙人・UMA・妖怪といった、世界各地の「不思議なもの」がフィギュア化されている。
フィギュアはポリストーン製で、衝撃に弱いため、ブリスターとダンボール紙で厳重に梱包されていた。全24種類＋シークレット1種で、うち6種にはカラーバリエーションも存在した。
1. イースター島のモアイ
2. 水晶のどくろ
3. 黄金のシャトル
4. アレクサンドリアの大灯台
5. ノアの方舟
6. ゼウス神像
7. トロイの木馬
8. バベルの塔
9. ロードス島の巨人像（☆）
10. 天空城ラピュタ
11. 火星人来襲
12. 捕らえられた宇宙人
13. 異星人来訪
14. エイリアン・グレイ（☆）
15. ネッシー
16. スカイフィッシュ
17. ツチノコ（☆）
18. モア
19. ロック鳥
20. チュパカブラ（☆）
21. ビッグフット
22. 河童のミイラ
23. 人魚（☆）
24. 鬼（☆）

シークレットは、人魚のカラー・造形違いのもの。顔・髪型・腰部の各造形と、バストの大きさが通常版と異なる。付属のカードは通常版と同一。

### 古代文明編
第2弾。2002年3月発売。
古代文明編は全3シリーズ発売されたが、「ラムネがレモン味」「箱は七不思議編より大きめ」「定価300円」「組み立て済み」「名称の描かれた台座付属」「考古学者吉村作治が監修・解説を担当」という共通点がある。またいずれも実在の遺跡や発掘品をフィギュア化したものであるため、カラーバリエーションは存在しない。
本弾は全24種類＋シークレット1種類からなる。
1. ギザの大ピラミッド
2. ギザの大スフィンクス
3. カフラー王座像
4. ツタンカーメン王の黄金マスク
5. アクエンアテン王立像
6. ネフェルティティ王妃胸像
7. ラムセス2世のハヤブサ形胸飾り
8. バステト女神像
9. 牡山羊の像
10. ハンムラビ法典
11. 歩くライオン像の煉瓦装飾
12. 神官王像
13. 牛車の土製模型
14. 黄金箔の人頭像
15. 兵馬俑
16. 雲崗石窟
17. 牛頭のリュトン
18. デルフィのスフィンクス
19. ランパンの騎士
20. アテネのパルテノン神殿
21. ポセイドン像
22. ミロのヴィーナス像
23. マヤのヒスイの仮面
24. オルメカの巨石頭部像

シークレットは、ミロのヴィーナス像の「完全体予想図」。実物では欠けている両腕と左足を、吉村の意見を元に付け加えたもの。前弾同様、カードは通常版と同一。

### 帰ってきた七不思議編
第3弾。2003年3月発売。第1弾のリメイク・続編的性格の弾で、ラムネも同じくヨーグルト味。
材質はPVCに変更されており、この弾のみ梱包にブリスターが用いられていない。殆どは組み立て式である。第1弾の各フィギュアの「数分後の世界」をジオラマ化したという触れ込みであったが、前作とまったく同一の造形のものも存在する。カードの記述は、前作と同一のもの、一部変更されているものなど様々である。
やはり定価250円で全24種類＋シークレット1種だが、カラーバリエーションの他に一部パーツの造形が異なる「造形バリエーション」のアイテムも存在する（カードに変化はない）。なお本弾より、シークレットアイテムのカードは新規のものとなっている。
1. モアイII（帽子である「プカオ」を被っているタイプのモアイ。プカオは4種類存在し、2種類ずつ同梱されており、付け替え可能）
2. 水晶どくろ（顎が一体成型になっているものと、別パーツとなっているものの2種類が存在）
3. 黄金シャトル（形の異なる2種類がセット）
4. アレクサンドリアの大灯台
5. ノアの方舟
6. ゼウス神像（前作とほぼ同じ）
7. トロイの木馬（前作のほぼ色違い）
8. バベルの塔
9. ロードス島の巨人像
10. 天空城ラピュタ
11. 火星人来襲
12. 捕らえられた宇宙人（前作のほぼ色違い）
13. 異星人来訪
14. エイリアン・グレイ（☆）
15. ネッシー
16. スカイフィッシュ
17. ツチノコ
18. モア
19. ロック鳥
20. チュパカブラ
21. ビッグフット（後述の非売品版と同じ、雪男風のカラーリングとなっている）
22. 河童（本弾ではミイラではない。また、男性版と女性版の2種類が存在）
23. 人魚
24. 鬼（☆）
25. 月面着陸（シークレット）

### 古代文明編II
第4弾。2004年4月発売。材質は再びポリストーンに戻った。またカードのナンバーは、第2弾から続く通し番号となっている。
全18種類＋シークレット1種類からなる。
1. クフ王の大ピラミッド
2. 太陽の船
3. アヌビス神像の厨子
4. カノポス壷
5. ツタンカーメン黄金の小像
6. ツタンカーメン黄金の棺・第3型棺
7. アブ・シンベル大神殿
8. トゥエリス女神像
9. エビ・イル像
10. 万里の長城（八達嶺）
11. 黄金のマスク
12. オーセール
13. アテナ女神像
14. サモトラケのニケ
15. カピトリーノの牝狼
16. コロッセオ
17. チャクモール像
18. 貴人像象形トゥミ（儀式用斧）
19. サモトラケのニケ （復元）（シークレット）

1・4・6の各フィギュアは、一部パーツが開閉可能。

### 古代文明編III
第5弾。2005年8月発売。全12種類＋シークレット1種類。
1. ツタンカーメン王の黄金の玉座
2. ツタンカーメン王の香油瓶
3. ツタンカーメン王のカー像
4. ひざまずくトトメス3世像
5. ネフェルト王妃座像
6. 黄金のホルス神像頭部
7. 書記座像
8. カバとハリネズミ
9. アルテミス女神像
10. グディアの座像
11. イシュタールの女神像
12. 四羊銅方尊
13. バーミヤン西大仏（シークレット）

### 恐竜・古代生物編I
第6弾。2005年12月発売。ラムネはレモン味。定価は250円。全8種類＋シークレット1種類。
「I」と銘打たれているが、2009年現在後続シリーズは発売されていない。
1. サウロロフス
2. ジュンガリプテルス
3. タルキア頭部
4. プロトケラトプス
5. プラティベロドン
6. オピストコエリカウディア
7. タルボサウルス（☆）
8. ヴェロキラプトル
9. ファイティングダイナソー（シークレット）

## 特別アイテム
特定の方法で入手できたアイテムで、いずれもカードは付属しない。

### イベント限定品
2002年2月3日に東京国際展示場で行われたイベント『ワンダーフェスティバル2002 WINTER』で配布された非売品フィギュア。同イベントで販売された『コレクト倶楽部 七不思議編』を10個購入すると、3種類のうちどれか1つが貰えた。
ビッグフット（第1弾の同名フィギュアのカラー変更品）と人魚（完全新規造形。緑色のものとオレンジ色のもの）が存在する。

### 妖精
2002年7月に徳間書店より刊行されたムック『ポケ玩ランドvol4 ミステリーロード』の付録。同誌には七不思議編の続編的存在だという記述がある。新規造形で、PVC製の完成品。

### レインボーマーメイド
上記の『ポケ玩ランドvol4』で行われた、誌上限定販売のアイテム。人魚フィギュア7体セットで、定価は消費税・送料込みで2400円。カラーは1体ずつ異なっている。第1弾の人魚（通常版）のリデコレーション品で、顔と髪型が変更されている。PVC製の完成品だが、どれも左腕の接合部がずれている。

### 特別フィギュア
第3弾で行われたキャンペーンの景品。商品のバーコードを3枚1口として応募すると、抽選で1000名にプレゼントされた。
人魚とエイリアン・グレイの2種セット（どちらも同弾の同名フィギュアのカラーバリエーション）で、共にパーツ接着済みの完成品であった。